# Mesosetum elytrochaetum
Mesosetum elytrochaetum là một loài thực vật có hoa trong họ Hòa thảo. Loài này được (Hack.) Swallen mô tả khoa học đầu tiên năm 1937.